# 논리곱

AND 논리 게이트

논리곱(conjunction, AND)이란 수리 논리학에서, 주어진 복수 명제 모두가 참인지를 나타내는 논리 연산이다.
두 명제 P, Q에 대한 논리곱을 (P ∧ Q)라고 기록하고,「P 그리고 Q」라고 읽는다.

## 예시
- 「내 키는 160 cm 이상이다」
- 「내 몸무게는 50 kg 이상이다」

위 두 명제의 논리곱은
- 「내 키는 160 cm 이상이고, 내 몸무게는 50 kg 이상이다.」

## 특징
논리곱은 부정과 논리합으로 나타낼 수 있다.
P ∧ Q = ¬(¬P ∨ ¬Q)
반대로, 부정과 논리곱을 이용해서 논리합을 표현할 수 있다.
P ∨ Q = ¬(¬P ∧ ¬Q)

### 진리표
| 명제 P | 명제 Q | P ∧ Q |
| ------ | ------ | ----- |
| 참     | 참     | 참    |
| 참     | 거짓   | 거짓  |
| 거짓   | 참     | 거짓  |
| 거짓   | 거짓   | 거짓  |

## 같이 보기
- 부정논리곱
- 진리값
- 진리표
- 불 대수
- 벤 다이어그램